# Llei de Conway
La Llei de Conway és un adagi que afirma que els sistemes de disseny de les organitzacions s'emmirallen en les seves mateixes estructures de comunicació pròpies. Rep el nom del programador d'ordinadors Melvin Conway, qui va introduir la idea el 1967. Les seves paraules originals foren:
| «                  | (anglès) Any organization that designs a system (defined broadly) will produce a design whose structure is a copy of the organization's communication structure. | (català) Qualsevol organització que dissenyi un sistema (definit a grans trets) produirà un disseny l'estructura del qual és una còpia de l'estructura de comunicació de l'organització. | » |
| — Melvin E. Conway | | |   |

La llei es basa en el raonament que dins ordre per un mòdul de programari per funcionar, els autors múltiples han de comunicar freqüentment amb cada altre. Per això, l'estructura d'interfície del programari d'un sistema reflectirà les fronteres socials de les organitzacions que el van produir, a través de quina comunicació és més difícil. Conway la llei va ser pretesa com a observació sociològica vàlida, tot i que de vegades és utilitzat en un context humorístic. Va ser batejat Conway llei per participants al 1968 Simposi Nacional en Programació Modular.
En termes col·loquials, vol dir que el programari o els sistemes automatitzats acaben "tenint la forma" de l'estructura organitzativa en què estan dissenyats o per a què estan dissenyats. Algunes interpretacions de la llei diuen que aquesta reflexió de patrons organitzatius és una característica útil d'aquests sistemes, mentre que altres interpretacions diuen que és simplement el resultat de la naturalesa humana o del biaix organitzatiu.

## Variacions
Eric S. Raymond, un defensor del codi obert, va reiterar la llei de Conway a The New Hacker's Dictionary, una obra de referència basada en l'Jargon File, un glossari i diccionari d'ús de l'argot utilitzat pels programadors informàtics. L'organització del programari i l'organització de l'equip de programari seran congruents, va dir. Resumint un exemple al document de Conway, Raymond va escriure:
| « | (anglès) If you have four groups working on a compiler, you'll get a 4-pass compiler. | (català) Si teniu quatre grups treballant en un compilador, obtindreu un compilador de 4 passades. | » |
| — |                                                                                       | |   |

Raymond també presentà l'esmena de Tom Cheatham a la Llei de Conway, que diu:
| « | (anglès) If a group of N persons implements a COBOL compiler, there will be N−1 passes. Someone in the group has to be the manager. | (català) Si un grup de N persones implementa un compilador COBOL, hi haurà N−1 passades. Algú del grup ha de ser el gerent. | » |
| — | | |   |

Yourdon i Constantine, en el seu llibre de 1979 sobre Disseny estructurat, van donar una variació més profunda de la llei de Conway:
| « | (anglès) The structure of any system designed by an organization is isomorphic to the structure of the organization. | (català) L'estructura de qualsevol sistema dissenyat per una organització és isomorfa a l'estructura de l'organització. | » |
| — | | |   |

James O. Coplien i Neil B. Harrison van afirmar en un llibre de 2004 relacionat amb els patrons organitzatius del desenvolupament de programari àgil:
| «                                                                                    | (anglès) If the parts of an organization (e.g., teams, departments, or subdivisions) do not closely reflect the essential parts of the product, or if the relationships between organizations do not reflect the relationships between product parts, then the project will be in trouble ... Therefore: Make sure the organization is compatible with the product architecture. | (català) Si les parts d'una organització (p. ex., equips, departaments o subdivisions) no reflecteixen de prop les parts essencials del producte, o si les relacions entre organitzacions no reflecteixen les relacions entre parts del producte, el projecte tindrà problemes ... Per tant: Assegureu-vos que l'organització és compatible amb l'arquitectura del producte. | » |
| — Coplien and Harrison, Organizational Patterns of Agile Software Development (2004) | | |   |

## Donant suport a l'evidència
Un exemple de l'impacte de la Llei de Conway es pot trobar en el disseny d'alguns llocs web de les organitzacions. Nigel Bevan va afirmar en un article de 1997, sobre problemes d'usabilitat als llocs web: "Les organitzacions sovint produeixen llocs web amb un contingut i una estructura que reflecteix les preocupacions internes de l'organització més que les necessitats dels usuaris del lloc".
L'evidència en suport de la llei de Conway ha estat publicada per un equip d'investigadors de l'Institut Tecnològic de Massachusetts (MIT) i de la Harvard Business School que, utilitzant "la hipòtesi del reflex" com a terme equivalent per a la llei de Conway, van trobar "evidències sòlides per donar suport a la hipòtesi del reflex", i que "el producte desenvolupat per l'organització poc acoblada és significativament més modular que el producte de l'organització estretament acoblada". Els autors destacaren l'impacte de "les decisions de disseny organitzatiu en l'estructura tècnica dels artefactes que aquestes organitzacions despleguen posteriorment".
Nagappan, Murphy i Basili a la Universitat de Maryland en col·laboració amb Microsoft, i Syeed i Hammouda a la Universitat Tecnològica de Tampere a Finlàndia han dut a terme estudis de casos addicionals i de suport de la llei de Conway.